# Battaglione "Barbarigo"

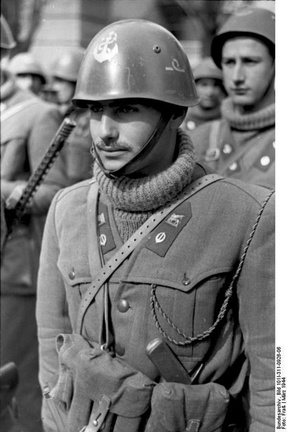
Marò della X Mas - Btg. Barbarigo

Il Battaglione "Barbarigo" fu un Reparto di Fanteria di marina della RSI, inquadrato nella Divisione fanteria di marina Xª della Marina Nazionale Repubblicana. Fu costituito a La Spezia nel novembre 1943.

## Storia
Data la quasi totale mancanza di naviglio italiano (le poche navi che non avevano potuto ottemperare alle condizioni d'armistizio consegnandosi agli Alleati furono immediatamente confiscate dai tedeschi) si decise di costituire un reparto di fanteria di marina, all'interno della Marina Nazionale Repubblicana.
Nacque nel novembre 1943, inizialmente nella Caserma San Bartolomeo di La Spezia, come Battaglione "Maestrale" e assunse successivamente il nome di "Barbarigo", in ricordo dell'omonimo sommergibile del Comandante Enzo Grossi, Medaglia d’Argento al Valor Militare.
Era ordinato su quattro Compagnie, la 2a e la 4a erano state addestrate a San Bartolomeo, mentre la 1a e la 3a erano state trasferite per l'addestramento a Cuneo, alla caserma San Dalmazzo.
Alla metà di febbraio il Battaglione si riunì nuovamente a La Spezia.
Il 19 febbraio 1944 ricevette dal Comandante Borghese la Bandiera di Combattimento, per poi essere inviato a combattere ad Anzio e Nettuno, per fronteggiare lo sbarco angloamericano al comando del Capitano di Corvetta, sommergibilista, Umberto Bardelli.
Rimase al fronte per tre mesi e lasciò il Lazio nel giugno 1944,in seguito all'entrata in Roma delle truppe angloamericane, dopo aver partecipato insieme alle truppe naziste al rastrellamento di 335 civili e militari che furono trucidati nell’Eccidio_delle_Fosse_Ardeatine.
Nell'estate del 1944, il Barbarigo fu trasferito in Piemonte per ricostituire i ranghi. L'8 luglio 1944, a Ozegna il Comandante Bardelli e 18 uomini rimasero vittime di un attacco dei partigiani.
Sul finire del 1944, il Reparto fu inviato nel Goriziano in attività antipartigiane al Confine Orientale esposto all'avanzata delle truppe del IX Corpus Jugoslavo di Tito. Il Barbarigo fu dislocato a Salcano, ove ebbe violenti scontri prima a Chiapovano e quindi sul Monte San Gabriele, riuscendo ad arginare momentaneamente i partigiani nella Battaglia di Tarnova.
Seguì un periodo di riposo a Vittorio Veneto prima dell'invio sul Fronte Sud, nell'aprile del 1945.
Col crollo dell'apparato difensivo tedesco, incominciò il ripiegamento verso il Veneto. Il Battaglione venne catturato a Padova il 30 aprile 1945 da reparti inglesi e neozelandesi.
Successivamente i suoi appartenenti furono inviati in prigionia prima al 209 POW Camp di Afragola (Napoli), poi a Taranto e infine al 211 POW Camp di Cap Matifou in Algeria.

## Decorazioni
Sono state 167 le decorazioni e le onorificenze che il battaglione ha ricevuto dalla RSI:
- Medaglie d'oro: 2
  - Guardiamarina Alessandro Tognoloni[3], Battaglione "Barbarigo", Cisterna 24/5/1944[4]
  - Maggiore Genio Navale Umberto Bardelli, Battaglione "Barbarigo", Ozegna 8/7/1944[5]
- Medaglie d'argento: 18
- Medaglie di bronzo: 41
- Croci al valore militare: 69
- Encomi solenni: 37

## Riferimenti postali storici
Il Btg. Barbarigo ebbe assegnata la Feldpost 85515 (dal 19.5.44 al 3.10.44).

## Galleria d'immagini

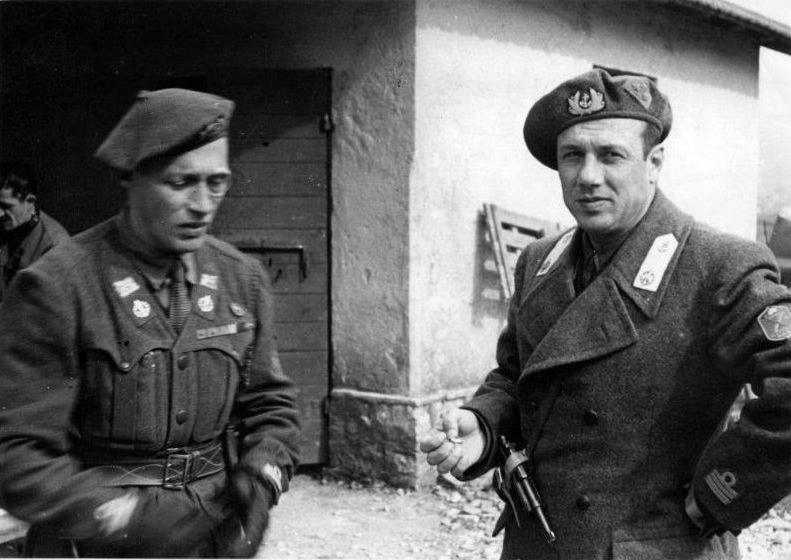
Il comandante Umberto Bardelli con Borghese
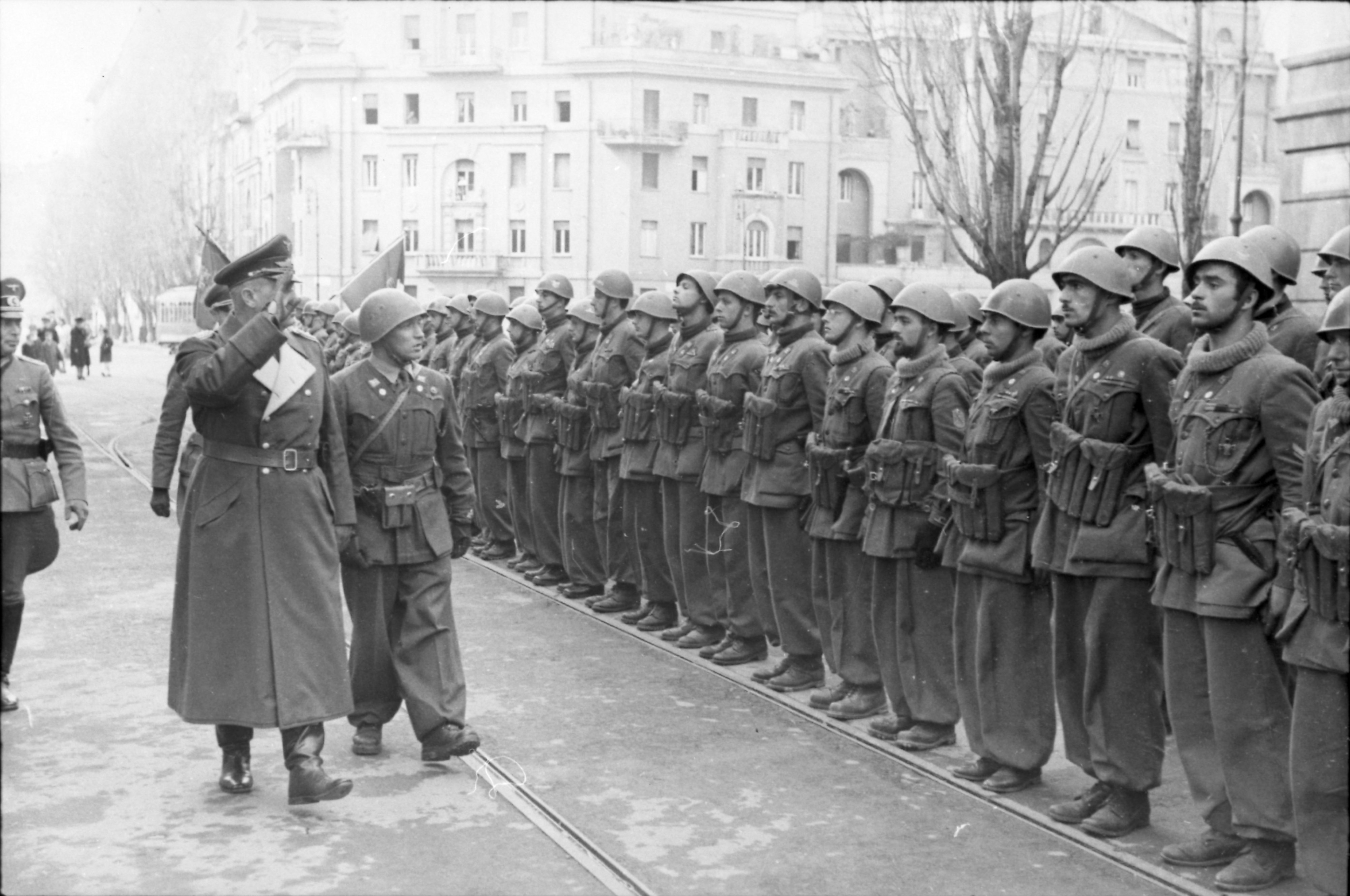
Roma, marzo 1944. Ispezione al Barbarigo da parte del generale tedesco comandante della piazza, Kurt Mälzer
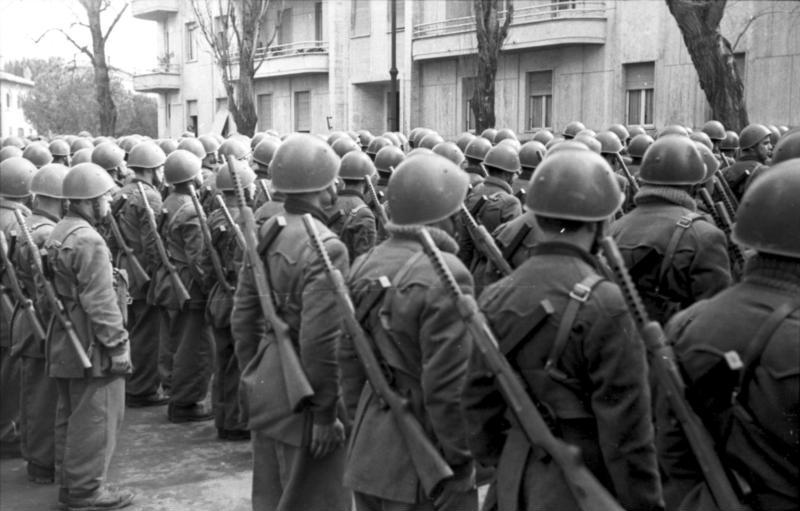
Altra inquadratura dell'ispezione